# Joana Paula Manso de Noronha
Juana Paula Manso de Noronha (Buenos Aires, 26 de junho de 1819 - 24 de abril de 1875) foi uma escritora, tradutora, jornalista, professora e pioneira do feminismo na Argentina, Brasil e Uruguai.

## Vida e obra
Entre 1852 e 1854 dirigiu, no Brasil, O Jornal das Senhoras, o primeiro jornal latino-americano destinado às mulheres. Em 1854, fundou, em Buenos Aires, Álbum de Señoritas, muito semelhante a sua contraparte brasileira. Em ambos, a temática centrava-se na moda, na literatura e no teatro. Ao longo de sua vida, comprometeu-se com o projeto esclarecido de educação popular e é considerada uma iniciadora do movimento de coeducação.
Na literatura é considerada uma das precursoras da novela americana, como Eduarda Mansilla, Mercedes Marin, Rosario Orrego, Gertrudis Gómez de Avellaneda, Julia Lopes de Almeida, Clorinda Matto de Turner, Manuela Gorriti e Mercedes Cabello de Carbonera, entre outras. Escreveu o primeiro compêndio da história argentina, foi autora de novelas históricas onde denunciou a situação dos mais negligenciados da época: crianças e mulheres, poeta e grande oradora; sempre disposta a participar de reuniões de rua falando e denunciando as opressões da época.
Durante sua passagem pelo Brasil, Joana chegou a escrever dois livros, um de gênero de ficção chamado "Mistério del Plata" lançado no ano de 1852 e "La Familia del Comendador", iniciado no brasil e finalizando e lançado no ano 1854 na Argentina. Livro que a tornou conhecida como a primeira pessoa a escrever um romance abolicionista onde a história se passa em terras brasileiras. Apesar do livro ter se iniciado no Brasil, nunca houve de fato uma tradução em português até o ano de 2022, 168 anos após seu primeiro lançamento.